# Alloea artus
Alloea artus är en stekelart som beskrevs av Chen och Wu 1994. Alloea artus ingår i släktet Alloea och familjen bracksteklar. Inga underarter finns listade i Catalogue of Life.